# Piz Roseg
Piz Roseg är en bergstopp i Schweiz.   Den ligger i regionen Maloja och kantonen Graubünden, i den östra delen av landet, 200 km öster om huvudstaden Bern. Toppen på Piz Roseg är 3 937 meter över havet, eller 509 meter över den omgivande terrängen. Bredden vid basen är 1,8 km. Piz Roseg ingår i Bernina.
Terrängen runt Piz Roseg är huvudsakligen bergig. Närmaste större samhälle är St. Moritz, 14,2 km norr om Piz Roseg. 
Trakten runt Piz Roseg är permanent täckt av is och snö. Runt Piz Roseg är det glesbefolkat, med 17 invånare per kvadratkilometer.